# أرملة رجل حي (فلم)
أرملة رجل حي فيلم مصري أُصدر 1988، من إخراج هنري بركات وبطولة نورا وصلاح قابيل وحمدي حافظ.

## تمثيل
- نورا
- صلاح قابيل
- حمدي حافظ
- أحمد خميس
- أحمد لوكسر
- أحمد حلاوة
- إنعام سالوسة
- جليلة محمود
- محمد عبد الرازق
- حمدي يوسف